# Stormolla
Stormolla ist eine Insel der Lofoten der Kommune Vågan im norwegischen Fylke Nordland. Die Insel ist eingekeilt zwischen Austvågøya im Westen und im Osten von Hinnøya und Årsteinen. Die Vestfjordsunde Øyhellesundet und Raftsundet trennen sie vom Rest der Lofoten. Im Süden befindet sich ihre heute unbewohnte kleinere Schwester Litlmolla.

## Allgemeines
Ihre Hauptorte sind Brettesnes an der Südspitze und im Osten Ulvåg, daneben gibt es noch die Ortschaften Gullvika, Finnvik und Krabbvågen. Viele für die Skandinavier typische Sommerhäuser sind hier anzutreffen. Bis 1990 gab es in Finnvik noch eine Sardinenfabrik, aber die Einwohner sind entweder Fischer geblieben oder haben sich auf den Tourismus, in Form von Boots- oder Hüttenvermietung und Angelausflügen, eingestellt.
Die Schiffe der Hurtigruten passieren täglich mehrmals die Insel auf ihrem Weg durch den Raftsundet von Svolvær nach Harstad, so dass Stormolla ein beliebtes Fotomotiv abgibt.

## Bilder

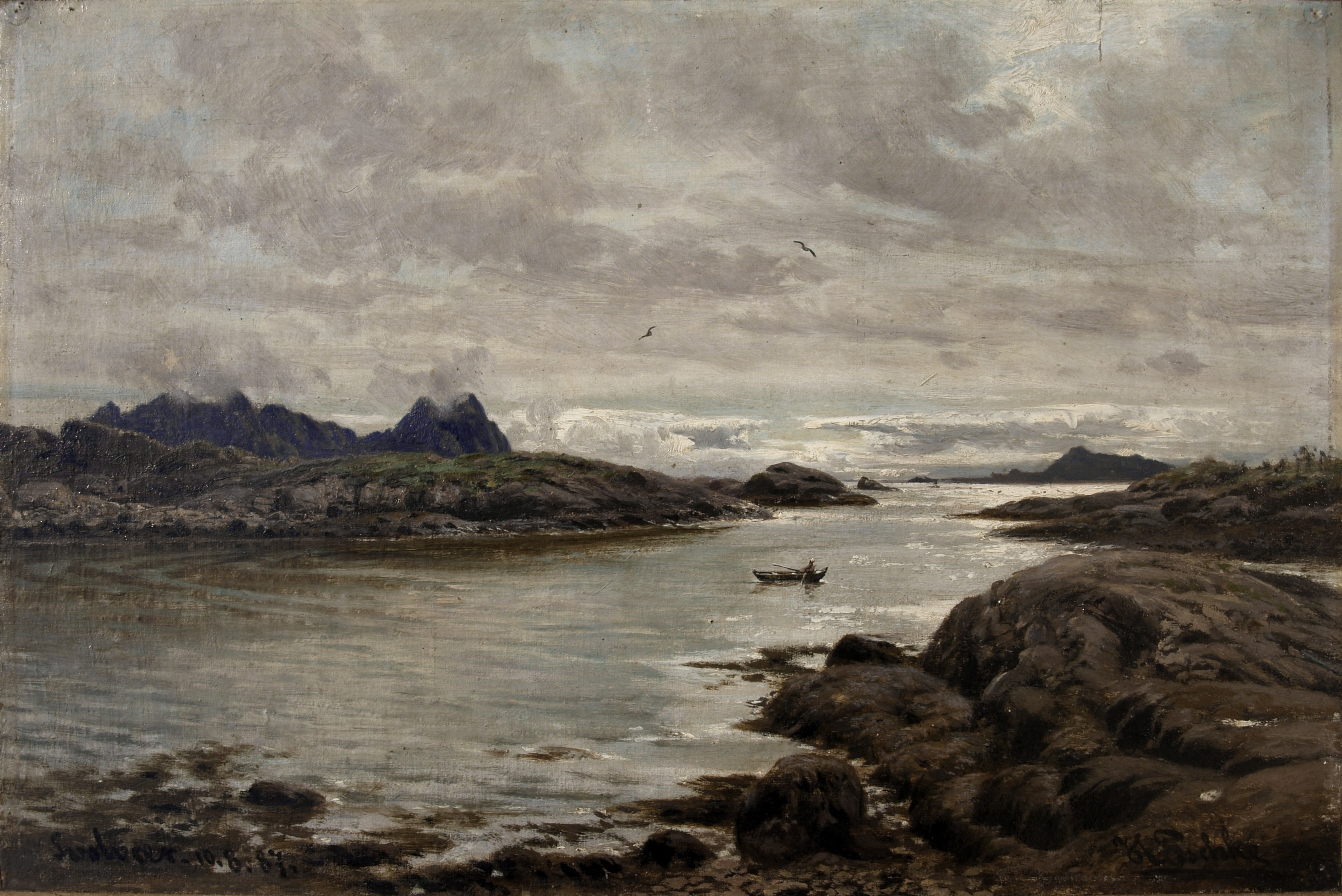
Hermann Eschke – Blick von Svolvaer nach Stormolla und Litlmolla
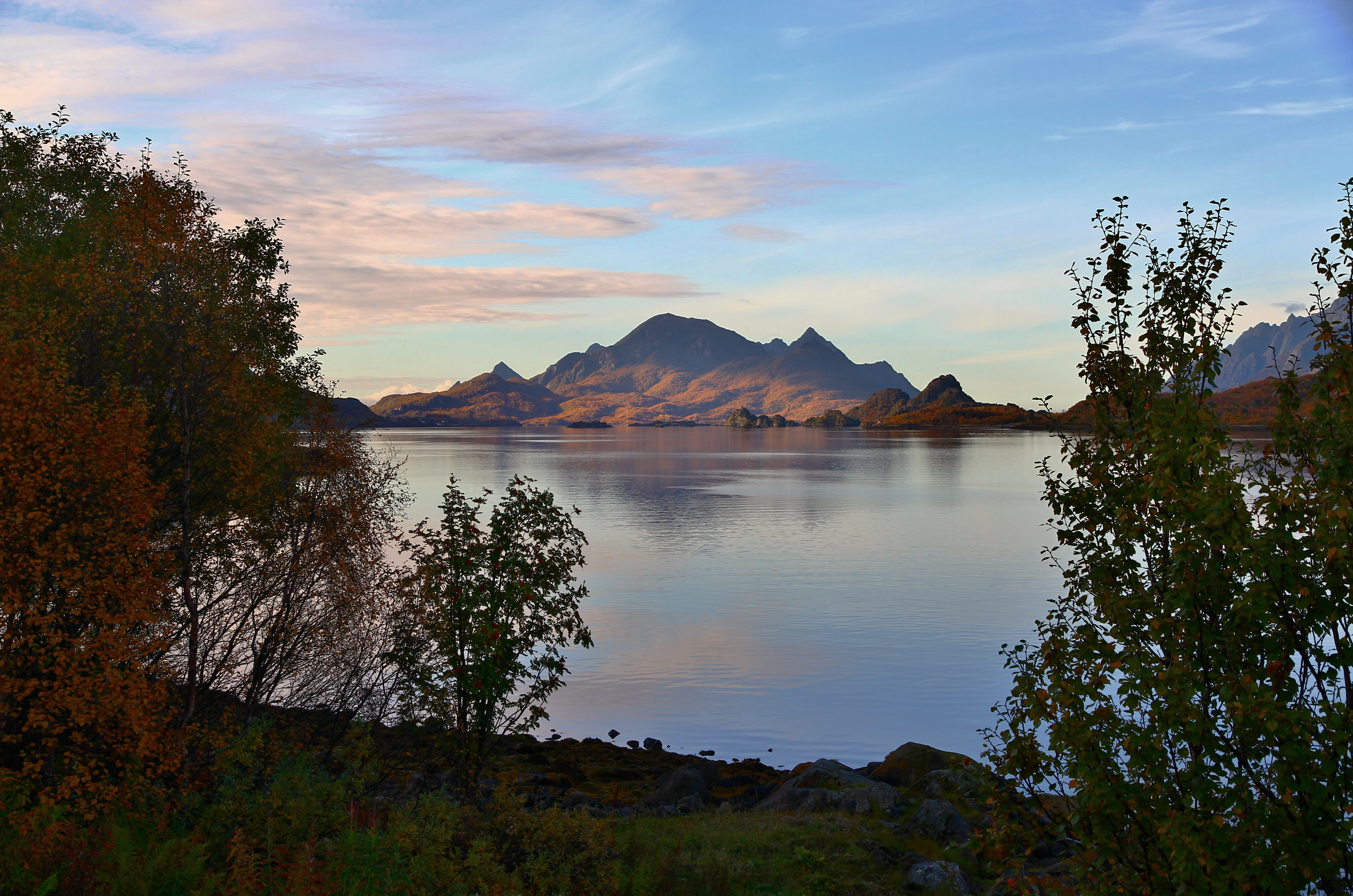
Stormolla vom Raftsund